# E-Prix de París de 2019
El París ePrix de 2019, oficialmente 2019 ABB FIA Fórmula E París ePrix, fue una carrera de monoplazas eléctricos del campeonato de la FIA de Fórmula E que tuvo lugar el 27 de abril de 2019 en el Circuito callejero de París, Francia.

## Resultados

### Clasificación
| Pos.    | No. | Piloto                 | Equipo    | Tiempo   | Dif    | PL |
| ------- | --- | ---------------------- | --------- | -------- | ------ | -- |
| 1       | 94  | Pascal Wehrlein        | Mahindra  | 1:00.383 | –      | 22 |
| 2       | 22  | Oliver Rowland         | Nissan    | 1:00.535 | +0.152 | 1  |
| 3       | 23  | Sébastien Buemi        | Nissan    | 1:00.768 | +0.385 | 2  |
| 4       | 4   | Robin Frijns           | Virgin    | 1:00.793 | +0.410 | 3  |
| 5       | 19  | Felipe Massa           | Venturi   | 1:01.217 | +0.834 | 4  |
| 6       | 64  | Jérôme d'Ambrosio      | Mahindra  | 1:01.307 | +0.924 | 21 |
| 7       | 6   | Maximilian Günther     | Dragon    | 1:00.719 | –      | 5  |
| 8       | 36  | André Lotterer         | Techeetah | 1:00.738 | +0.019 | 6  |
| 9       | 66  | Daniel Abt             | Audi      | 1:00.739 | +0.020 | 7  |
| 10      | 11  | Lucas Di Grassi        | Audi      | 1:00.761 | +0.042 | 8  |
| 11      | 8   | Tom Dillmann           | NIO       | 1:00.784 | +0.065 | 9  |
| 12      | 48  | Edoardo Mortara        | Venturi   | 1:00.801 | +0.082 | 10 |
| 13      | 16  | Oliver Turvey          | NIO       | 1:00.876 | +0.157 | 11 |
| 14      | 25  | Jean-Éric Vergne       | Techeetah | 1:00.886 | +0.167 | 12 |
| 15      | 2   | Sam Bird               | Virgin    | 1:00.928 | +0.209 | 13 |
| 16      | 28  | António Félix da Costa | BMW       | 1:00.952 | +0.233 | 14 |
| 17      | 3   | Alex Lynn              | Jaguar    | 1:01.012 | +0.293 | 15 |
| 18      | 27  | Alexander Sims         | BMW       | 1:01.037 | +0.318 | 16 |
| 19      | 17  | Gary Paffett           | HWA       | 1:01.135 | +0.416 | 17 |
| 20      | 20  | Mitch Evans            | Jaguar    | 1:01.243 | +0.524 | 18 |
| 21      | 5   | Stoffel Vandoorne      | HWA       | 1:01.471 | +0.752 | 19 |
| 22      | 7   | José María López       | Dragon    | 1:07.494 | +6.775 | 20 |
| Fuente: |     |                        |           |          |        |    |

- Pascal Wehrlein y Jérôme d'Ambrosio perdieron su tiempo por un incumplimiento en las reglas de presión de neumáticos.

### Carrera
| Pos     | N° | Piloto                 | Equipo    | Vueltas | Tiempo     | PL | Puntos    |
| ------- | -- | ---------------------- | --------- | ------- | ---------- | -- | --------- |
| 1       | 4  | Robin Frijns           | Virgin    | 32      | 47:50.510  | 3  | 26 (25+1) |
| 2       | 36 | André Lotterer         | Techeetah | 32      | +1.373     | 6  | 18        |
| 3       | 66 | Daniel Abt             | Audi      | 32      | +3.175     | 7  | 15        |
| 4       | 11 | Lucas Di Grassi        | Audi      | 32      | +3.666     | 8  | 12        |
| 5       | 6  | Maximilian Günther     | Dragon    | 32      | +5.456     | 5  | 10        |
| 6       | 25 | Jean-Éric Vergne       | Techeetah | 32      | +6.694     | 12 | 8         |
| 7       | 28 | António Félix da Costa | BMW       | 32      | +7.238     | 14 | 6         |
| 8       | 17 | Gary Paffett           | HWA       | 32      | +7.901     | 17 | 4         |
| 9       | 19 | Felipe Massa           | Venturi   | 32      | +10.522    | 4  | 2         |
| 10      | 94 | Pascal Wehrlein        | Mahindra  | 32      | +10.998    | 22 | 1         |
| 11      | 2  | Sam Bird               | Virgin    | 32      | +11.488    | 13 |           |
| 12      | 22 | Oliver Rowland         | Nissan    | 32      | +19.451    | 1  | 3         |
| 13      | 7  | José María López       | Dragon    | 32      | +24.023    | 20 |           |
| 14      | 16 | Oliver Turvey          | NIO       | 32      | +1:22.226  | 11 |           |
| 15      | 23 | Sébastien Buemi        | Nissan    | 31      | +1 vuelta  | 2  |           |
| 16      | 20 | Mitch Evans            | Jaguar    | 31      | +1 vuelta  | 18 |           |
| 17      | 64 | Jérôme d'Ambrosio      | Mahindra  | 29      | +3 vueltas | 21 |           |
| Ret     | 3  | Alex Lynn              | Jaguar    | 23      | Retiro     | 15 |           |
| Ret     | 48 | Edoardo Mortara        | Venturi   | 23      | Retiro     | 10 |           |
| Ret     | 27 | Alexander Sims         | BMW       | 18      | Retiro     | 16 |           |
| Ret     | 5  | Stoffel Vandoorne      | HWA       | 18      | Retiro     | 19 |           |
| Ret     | 8  | Tom Dillmann           | NIO       | 17      | Retiro     | 9  |           |
| Fuente: |    |                        |           |         |            |    |           |

- Jérôme d'Ambrosio recibió 5 segundos de penalización por un uso indebido del Modo Ataque.